# Kani Kouyaté
Pour les articles homonymes, voir Kouyaté.
Kani Kouyaté, née le 8 août 1990 est une joueuse internationale de basket-ball de Côte d'Ivoire. Kani Kouyaté joue actuellement au BC Saint-Paul Rezé.

## Biographie
En janvier 2014, elle part en France où elle signe au Nantes-Rezé Basket 44.
Durant l'été 2016, elle part au BC Saint-Paul Rezé en Nationale 1. A la fin de la saison 2016-2017, elle remporte avec son équipe le titre de championne de Nationale 1 et accède à la Ligue Féminine 2.
Le 21 avril 2018, elle prolonge son contrat avec le BC Saint-Paul Rezé.

## Vie privée
Elle est la sœur de la joueuse Mariama Kouyaté.